# عینک آفتابی کررا
عینک آفتابی کررا، (به انگلیسی: Carrera Sunglasses) شرکت اتریشی تولیدکننده عینک است، که در سال ۱۹۵۶ تأسیس شد. این برند که تولیدکننده عینک‌های آفتابی ورزشی می‌باشد، یکی از ۵ خانه مهم مد است، که زیرمجموعه‌ای از گروه سفیلو (به انگلیسی: Safilo) به‌شمار می‌آید.

## تاریخچه
در سال ۱۹۵۶ این برند مد (پوشاک) توسط ویلهلم انگر در اتریش تأسیس شد. در ابتدا این برند عینک آفتابی به تولید عینک برای اسکی و موتور سواری پرداخت. از اوایل ۱۹۸۰ میلادی این برند به اسپارینگ مسابقات مختلفی از جمله فرمول ۱، مسابقات جهانی زمستانی و... پرداخته است.

## محصولات و غیره
این برند در سال ۲۰۰۸ میلادی کررا شامپیون و سافاری را تولید نمود که تا به امروز جز پر فروش‌ترین محصولات آن به حساب می‌آید. لیدی گاگا خواننده مشهور آمریکایی در کلیپ «داستان عشقی بد» عینک آفتابی کررا را به چشم داشته‌است. این برند عینک آفتابی اگرچه در میان ورزشکاران بسیار مشهور به حساب می‌آمد ولی در مدل‌های روزمره چندان معروف نبود تا اینکه از افراد مشهوری چون دیوید بکهام کاپیتان سابق تیم ملی انگلستان، پائولو مالدینی کاپیتان سابق تیم ملی ایتالیا و خواننده مشهور آمریکایی آشر استفاده نمود.